# I Love to Singa
I Love to Singa är en tecknad kortfilm från 1936 i serien Merrie Melodies regisserad av Tex Avery.

## Handling
Professor Fritz Owl är en uggla och musiklärare med tysk brytning som bor med sin fru i ett trädhus. Han väntar otåligt medan hans fru ruvar på sina ägg i hemmet. Till sist kläcks äggen och fram kommer det fyra uggleungar som genast gör musik. De tre första ungarna sjunger, spelar fiol och spelar flöjt, och deras musik får faderns godkännande. Men den fjärde ungen sjunger jazzmusik, närmare bestämt "I Love to Singa", och detta gör föräldrarna förtvivlade, de vill inte ha någon jazz i hemmet. Fadern säger till sin fru att han ska få pojken att sjunga som de vill att han gör.
Medan modern sitter vid orgeln sjunger pojken "Drink to Me Only with Thine Eyes", men när han tror att ingen märker något sjunger han "I Love to Singa". Fadern ser honom göra just detta, och blir arg och slänger ut honom ur hemmet. Modern frågar fadern om han inte var för hård mot pojken och ringer polisen för att de ska leta efter honom. Medan pojken vandrar sjungande genom skogen ser han en radiostation som håller en amatörtävling. Värd för tävlingen är "Jack Bunny" (en anspelning på Jack Benny), och de tävlande sjunger flera olika låtar, bland annat "Turkey in the Straw" och "I'm Forever Blowing Bubbles". Pojken ställer sig i kön för att också kunna delta. Under tiden lyssnar hans föräldrar på polisradio emedan de är oroliga för sin son. Pojken kommer fram till Jack och introducerar sig för honom som "Owl Jolson" (en anspelning på Al Jolson) och sjunger "I Love to Singa" (vilken Al Jolson sjöng i filmen The Singing Kid). Pojkens moder hör hemma på radion att han sjunger och beger sig genast med resten av familjen till radiostationen. Jack gillar grabbens sång och vill ge honom prispokalen. När pojkens familj kommer fram ser de honom sjunga genom ett fönster, pojken ser sin familj och byter genast sin sång mot "Drink to Me Only with Thine Eyes". Jack gillar inte grabbens sång och är nära att förklara honom som en förlorare. Då rusar fadern och resten av familjen in. Fadern låter honom sjunga som han vill och nu sjunger pojken "I Love to Singa" igen medan resten av familjen dansar. Jack ändrar sig igen och ger grabben prispokalen.